# Thrasya campylostachya
Thrasya campylostachya là một loài thực vật có hoa trong họ Hòa thảo. Loài này được (Hack.) Chase miêu tả khoa học đầu tiên năm 1911.